# 多肋果形螺
多肋果形螺（学名：Leptopoma polyzonatum）为环口螺科果形螺属的动物，是中国的特有物种。分布于海南等地，生活环境为陆地，一般生活于灌木丛、杂草丛中、腐木落叶下以及潮湿多腐殖质的地方。